# Maurice de Nieuil
 (novembre 2018).
Si vous disposez d'ouvrages ou d'articles de référence ou si vous connaissez des sites web de qualité traitant du thème abordé ici, merci de compléter l'article en donnant les références utiles à sa vérifiabilité et en les liant à la section « Notes et références ».
Maurice Charles Pierre Louis Augustin Poute de Nieuil, né le 25 août 1859 au château de la Bretonnière à Chalandray et mort le 19 février 1949 à Paris, est un éleveur et propriétaire de chevaux de courses français et une personnalité éminente du monde du turf en France à la fin du XIXe siècle et au début du XXe siècle. 
Il est le dernier marquis de Nieuil.

## Biographie
Maurice Poute de Nieuil épouse Huguette de Valon du Boucheron d'Ambrugeac en 1891. Ils auront une fille, Georgette Thomine Germaine Poute de Nieuil (1892-1981) qui épousera le comte Paul Louis de La Ruelle (1881-1940) le 16 mars 1921 à Paris. 
« Dans sa jeunesse, il avait monté comme gentleman-rider et avait fait courir. Ses couleurs (casaque cerclée noir et blanc, manches et toque noires) connurent leur principale victoire avec Agenda, lauréat de la Course de Haies de Deauville en 1884. »
Il sera successivement commissaire des courses, vice-président puis président la Société sportive d'encouragement. Il occupera également les fonctions de membre du comité de la Société hippique française et d'encouragement à l'élevage du cheval de guerre.
En janvier 1932, Maurice de Nieuil est promu officier de La Légion d'honneur.

## La Société sportive d'encouragement
Fondée en 1887 par Eugène Adam, la Société sportive d'encouragement avait pour but de servir l’élevage et les courses de chevaux en France. « La Sportive » est à l’origine de nombreuses initiatives d’améliorations tant pour les programmes des épreuves que pour les aménagements de ses hippodromes de Maisons-Laffitte, de Saint-Cloud et d’Enghien. Ce fut à l’hippodrome de Maisons-Laffitte que pour la première fois un starting-gate fut installé au départ d’une course hippique à l’initiative de la Société sportive d’encouragement.
Maurice de Nieuil fit partie des principaux sportsmen composant le comité fondateur de la Société sportive d’encouragement parmi lesquels figuraient Robert Papin, Édouard de la Charme, A. de Rollepot, A. du Bos, le Vicomte de Jumilhac et le Comte de Clermont-Tonnerre.
Le 28 décembre 1926, à la suite du décès de Robert Papin (alors président), le comité de la Société sportive d’encouragement désigne à l’unanimité Maurice de Nieuil comme son successeur.

### Extrait d’un article deL'Homme librepublié le29 décembre 1926
« C’est avec une grande satisfaction que les sportsmen apprendront le choix fait hier soir par le comité de la Société Sportive d’Encouragement en vue de donner un successeur au regretté M. Robert Papin. Le Marquis de Nieuil a été désigné et, voulant marquer quelle confiance ils avaient en cet homme de cheval accompli pour mener à bien les destinées de la Société, les membres du comité ont prié le nouveau président de conserver ses fonctions de commissaire. Pour diriger une œuvre comme celle entreprise par la Société du faubourg Saint-Honoré, il faut un homme connaissant à fond toutes les ramifications de l’élevage et du turf. Le marquis de Nieuil, ayant monté en course, ayant possédé une écurie et, en outre, pouvant déjà revendiquer une large part dans la réussite de la Société, où, comme vice-président, il succéda déjà à M. Robert Papin, est cet homme. »

### Extrait d’un article duSport Universel illustrépublié en 1927

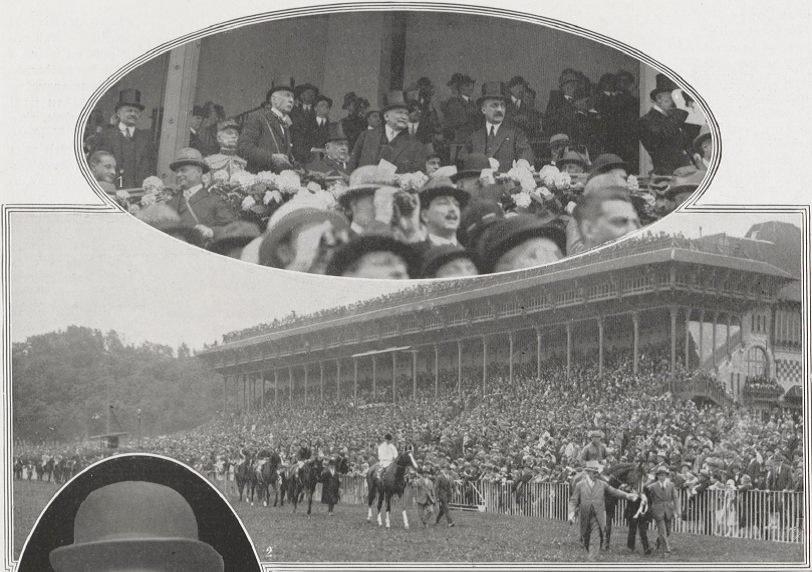
Prix du Président de la République, Hippodrome de Saint-Cloud, 3 juillet 1927. Le président de la République Française Gaston Doumergue (debout au centre) est entouré du marquis de Nieuil (debout à sa droite), et de M. Queuille, ministre de l’Agriculture (debout à sa gauche).

« On dit couramment que le type d’affaire industrielle bien organisé est celle où le chef possède un second apte à lui succéder immédiatement et capable de prendre la direction du jour au lendemain. La Société Sportive est de celles-là. Sans discussions, sans intrigues, automatiquement pour ainsi dire, il a été pourvu à la succession du regretté M. Papin. Et le marquis de Nieuil s’est trouvé tout naturellement sur le siège présidentiel. […] Un romancier qui, depuis, s’est incarné sous les traits su candidat à l’Académie, a dit d’un des plus fameux représentants de notre gentry fin-de-siècle, qu’il avait plus de race que de distinction. […] qu’aurait-il dit du nouveau président de la Sportive, qui semble descendre d’un cadre de la Galerie des Glaces ? Sans doute qu’il est bien difficile de discerner ce qui prévaut chez le marquis de Nieuil, de la race ou de la distinction. […] Ce que l’on connait peut-être moins, c’est la puissance de travail et la profonde science des choses hippiques dont fait preuve, depuis de longues années, le successeur de M. PAPIN.[…]Le marquis de NIEUIL, qui fit courir avec succès, est, d’ailleurs, un homme de cheval dans toute l’acceptation du terme. Avec un président de cette envergure, la Société Sportive ne verra point péricliter son actuelle prospérité, dont l’élevage retire un fruit si considérable. »

## Prix Maurice de Nieuil
En 1920, la Société sportive d’encouragement crée le Prix des Maréchaux, une course de plat sur une distance de 3 100 mètres, réservée aux chevaux de plus de 3 ans, et courue chaque année en juillet à l’hippodrome de Saint-Cloud. En 1928, la Société sportive d'encouragement, dont Maurice de Nieuil est président, réduit la distance de cette course à 2 800 mètres.
En 1949, la course est rebaptisée Prix Maurice de Nieuil en hommage au marquis de Nieuil décédé cette même année. En 1990, le Prix Maurice de Nieuil est transféré à l’hippodrome de Maisons-Laffitte puis à l’hippodrome de Longchamp en 2006.
Le Prix Maurice de Nieuil fait aujourd’hui partie du Grand Prix de Paris qui se court chaque année le jour de la fête nationale, le 14 juillet à l’hippodrome de Longchamp avec un gain de 130 000 euros.

## Distinctions
- Officier de la Légion d'honneur (1932)